# Binnenmaas

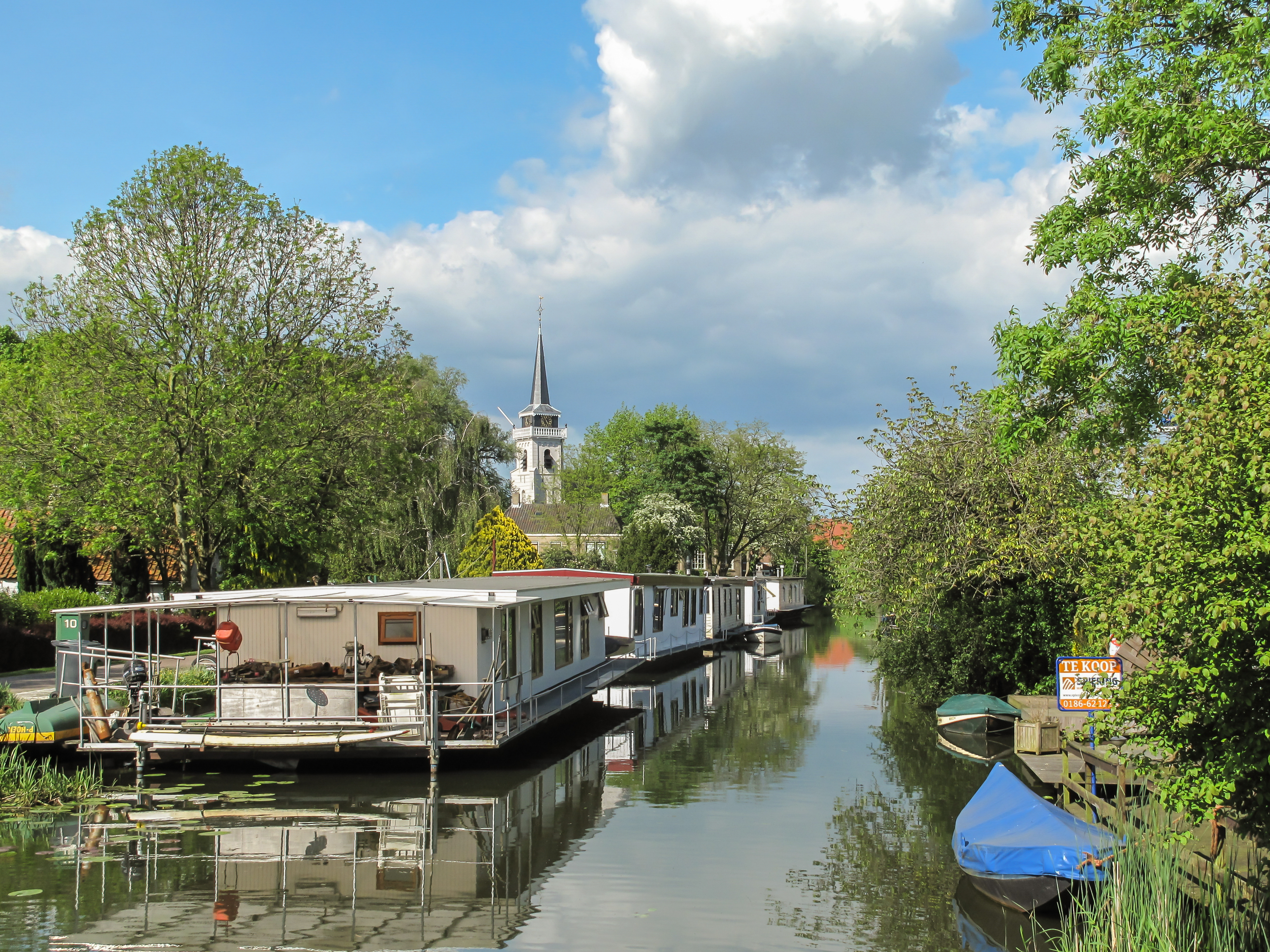
Puttershoek kanal och kyrka.

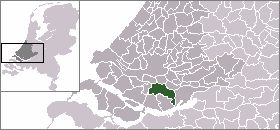

Binnenmaas är en historisk kommun i provinsen Zuid-Holland i Nederländerna. Kommunens totala area är 54,91 km² (där 4,57 km² är vatten) och invånarantalet är på 19 245 invånare (2004). Kommunen 's-Gravendeel sammanfogades med Binnenmaas år 2007.